# بیزلی فورک (اوهایو)
بیزلی فورک (به انگلیسی: Beasley Fork) یک منطقهٔ مسکونی در ایالات متحده آمریکا است که در اوهایو واقع شده‌است. بیزلی فورک ۱۷۴٫۹۶ متر بالاتر از سطح دریا قرار دارد.